# Playoffs NBA 1965
Los Playoffs de la NBA de 1965 fueron el torneo final de la temporada 1964-65 de la NBA. Concluyó con la victoria de Boston Celtics, campeón de la Conferencia Este, sobre Los Angeles Lakers, campeón de la Conferencia Oeste, por 4-1.
Los de Boston ganaban así su séptimo título consecutivo de la NBA, octavo en su historia. La rivalidad entre los Lakers y los Celtics fue dominada por Boston durante los años 1960, pero esta vez, los Celtics dominaron la liga entera durante la década.
Estos playoffs destacaron por la primera aparición en las series de Baltimore Bullets, quienes comenzaron a jugar en la temporada 1961-62 como Chicago Packers. En la primera ronda vencieron a St. Louis Hawks, lo que supuso su primer pase de ronda en los playoffs.

## Tabla
|  | Semifinales de División | Semifinales de División | Semifinales de División |   |  | Finales de División | Finales de División | Finales de División |  |  | Finales de la NBA | Finales de la NBA | Finales de la NBA |
|  |                         |                         |                         |   |  |                     |                     |                     |  |  |                   |                   |                   |
|  | E3                      | Philadelphia            | 3                       |   |  | E1                  | Boston              | 4                   |  |  |                   |                   |                   |
|  | E3                      | Philadelphia            | 3                       |   |  | E1                  | Boston              | 4                   |  |  |                   |                   |                   |
|  | E2                      | Cincinnati              | 1                       |   |  | E3                  | Philadelphia        | 3                   |  |  |                   |                   |                   |
|  | E2                      | Cincinnati              | 1                       |   |  | E3                  | Philadelphia        | 3                   |  |  |                   |                   |                   |
|  |                         |                         |                         |   |  | División Este       |                     |                     |  |  |                   |                   |                   |
|  |                         |                         |                         |   |  |                     |                     |                     |  |  |                   |                   |                   |
|  |                         |                         |                         |   |  |                     |                     |                     |  |  | E1                | Boston            | 4                 |
|  |                         |                         |                         |   |  |                     |                     |                     |  |  | E1                | Boston            | 4                 |
|  |                         | O1                      | Los Angeles             | 1 |  |                     |                     |                     |  |  |                   |                   |                   |
|  |                         |                         |                         |   |  |                     |                     |                     |  |  |                   |                   |                   |
|  |                         |                         |                         |   |  |                     |                     |                     |  |  |                   |                   |                   |
|  |                         |                         |                         |   |  |                     |                     |                     |  |  |                   |                   |                   |
|  | O3                      | Baltimore               | 3                       |   |  | O1                  | Los Angeles         | 4                   |  |  |                   |                   |                   |
|  | O3                      | Baltimore               | 3                       |   |  | O1                  | Los Angeles         | 4                   |  |  |                   |                   |                   |
|  | O2                      | St. Louis               | 1                       |   |  | O3                  | Baltimore           | 2                   |  |  |                   |                   |                   |
|  | O2                      | St. Louis               | 1                       |   |  | O3                  | Baltimore           | 2                   |  |  |                   |                   |                   |
|  |                         |                         |                         |   |  | División Oeste      |                     |                     |  |  |                   |                   |                   |
|  |                         |                         |                         |   |  |                     |                     |                     |  |  |                   |                   |                   |

## Semifinales de División

### Semifinales División Este

#### (2) Cincinnati Royals vs. (3) Philadelphia 76ers
| 24 de marzo                         | Philadelphia 76ers                                                   | 119–117              | Cincinnati Royals                                             |                                                                              |  |  |
|                                     | Parciales: 27–36, 27–28, 30–24, 24–20 (T.E.: 11–9)                   |                      |                                                               |                                                                              |  |  |
|                                     | Estadísticas Hal Greer 37 Wilt Chamberlain 23 Greer, Kerr 6 cada uno | Reporte Pts Reb Asts | Estadísticas Jack Twyman 25 Jerry Lucas 27 Oscar Robertson 13 | Pabellón: Cincinnati Gardens, Cincinnati, Ohio Asistencia: 6422 espectadores |  |  |
| Philadelphia lidera las series, 1–0 |                                                                      |                      |                                                               |                                                                              |  |  |
|                                     |                                                                      |                      |                                                               |                                                                              |  |  |

| 26 de marzo           | Cincinnati Royals                                                 | 121–120              | Philadelphia 76ers                                                       |                                                                                       |  |  |
|                       | Parciales: 32–32, 28–33, 28–26, 33–29                             |                      |                                                                          |                                                                                       |  |  |
|                       | Estadísticas Oscar Robertson 40 Jerry Lucas 21 Oscar Robertson 13 | Reporte Pts Reb Asts | Estadísticas Wilt Chamberlain 30 Wilt Chamberlain 15 Wilt Chamberlain 10 | Pabellón: Municipal Auditorium, Filadelfia, Pensilvania Asistencia: 5801 espectadores |  |  |
| Series empatadas, 1–1 |                                                                   |                      |                                                                          |                                                                                       |  |  |
|                       |                                                                   |                      |                                                                          |                                                                                       |  |  |

| 28 de marzo                         | Philadelphia 76ers                                               | 108–94               | Cincinnati Royals                                                 |                                                                              |  |  |
|                                     | Parciales: 35–28, 22–25, 22–21, 29–20                            |                      |                                                                   |                                                                              |  |  |
|                                     | Estadísticas Hal Greer 30 Wilt Chamberlain 15 Wilt Chamberlain 6 | Reporte Pts Reb Asts | Estadísticas Oscar Robertson 27 Jerry Lucas 17 Oscar Robertson 12 | Pabellón: Cincinnati Gardens, Cincinnati, Ohio Asistencia: 6289 espectadores |  |  |
| Philadelphia lidera las series, 2–1 |                                                                  |                      |                                                                   |                                                                              |  |  |
|                                     |                                                                  |                      |                                                                   |                                                                              |  |  |

| 31 de marzo                       | Cincinnati Royals                                             | 112–119              | Philadelphia 76ers                                               |                                                                                       |  |  |
|                                   | Parciales: 18–28, 30–25, 24–36, 40–30                         |                      |                                                                  |                                                                                       |  |  |
|                                   | Estadísticas Jerry Lucas 35 Jerry Lucas 19 Oscar Robertson 10 | Reporte Pts Reb Asts | Estadísticas Wilt Chamberlain 38 Wilt Chamberlain 26 Hal Greer 7 | Pabellón: Municipal Auditorium, Filadelfia, Pensilvania Asistencia: 7451 espectadores |  |  |
| Philadelphia gana las series, 3–1 |                                                               |                      |                                                                  |                                                                                       |  |  |
|                                   |                                                               |                      |                                                                  |                                                                                       |  |  |

Este fue el tercer encuentro de playoffs entre estos dos equipos, con los Royals ganando los dos primeros.
| 1963 | Syracuse Nationals | 2–3 | Cincinnati Royals |                                            |
|      |                    |     |                   |                                            |
|      |                    |     |                   | Pabellón: 1963 Eastern Division Semifinals |

| 1964 | Philadelphia 76ers | 2–3 | Cincinnati Royals |                                            |
|      |                    |     |                   |                                            |
|      |                    |     |                   | Pabellón: 1964 Eastern Division Semifinals |

### Semifinales División Oeste

#### (2) St. Louis Hawks vs. (3) Baltimore Bullets
| 24 de marzo                      | Baltimore Bullets                                                  | 108–105              | St. Louis Hawks                                               |                                                                           |  |  |
|                                  | Parciales: 26–23, 24–22, 22–30, 36–30                              |                      |                                                               |                                                                           |  |  |
|                                  | Estadísticas Bailey Howell 25 Walt Bellamy 20 three players 4 each | Reporte Pts Reb Asts | Estadísticas Lenny Wilkens 25 Bill Bridges 23 Richie Guerin 6 | Pabellón: Kiel Auditorium, San Luis, Misuri Asistencia: 5320 espectadores |  |  |
| Baltimore lidera las series, 1–0 |                                                                    |                      |                                                               |                                                                           |  |  |
|                                  |                                                                    |                      |                                                               |                                                                           |  |  |

| 26 de marzo           | Baltimore Bullets                                     | 105–129              | St. Louis Hawks                                               |                                                                           |  |  |
|                       | Parciales: 26–37, 19–28, 32–18, 28–46                 |                      |                                                               |                                                                           |  |  |
|                       | Estadísticas Don Ohl 23 Walt Bellamy 12 Gus Johnson 7 | Reporte Pts Reb Asts | Estadísticas Richie Guerin 28 Zelmo Beaty 12 Richie Guerin 10 | Pabellón: Kiel Auditorium, San Luis, Misuri Asistencia: 7628 espectadores |  |  |
| Series empatadas, 1–1 |                                                       |                      |                                                               |                                                                           |  |  |
|                       |                                                       |                      |                                                               |                                                                           |  |  |

| 27 de marzo                      | St. Louis Hawks                                                | 99–131               | Baltimore Bullets                                                           |                                                                                     |  |  |
|                                  | Parciales: 23–26, 26–28, 24–36, 26–41                          |                      |                                                                             |                                                                                     |  |  |
|                                  | Estadísticas Zelmo Beaty 18 Zelmo Beaty 17 four players 3 each | Reporte Pts Reb Asts | Estadísticas Bellamy, Ohl 23 each Walt Bellamy 18 Johnson, Green 3 cada uno | Pabellón: Baltimore Civic Center, Baltimore, Maryland Asistencia: 6358 espectadores |  |  |
| Baltimore lidera las series, 2–1 |                                                                |                      |                                                                             |                                                                                     |  |  |
|                                  |                                                                |                      |                                                                             |                                                                                     |  |  |

| 30 de marzo                    | St. Louis Hawks                                             | 103–109              | Baltimore Bullets                                               |                                                                                     |  |  |
|                                | Parciales: 30–25, 24–26, 27–29, 22–29                       |                      |                                                                 |                                                                                     |  |  |
|                                | Estadísticas Cliff Hagan 24 Bill Bridges 20 Lenny Wilkens 4 | Reporte Pts Reb Asts | Estadísticas Kevin Loughery 31 Walt Bellamy 10 Kevin Loughery 6 | Pabellón: Baltimore Civic Center, Baltimore, Maryland Asistencia: 6423 espectadores |  |  |
| Baltimore gana las series, 3–1 |                                                             |                      |                                                                 |                                                                                     |  |  |
|                                |                                                             |                      |                                                                 |                                                                                     |  |  |

- ültimo partido en la NBA de Bob Pettit.

Éste fue el primer enfrentamiento en playoffs entre ambos equipos.

## Finales de División

### Finales División Este

#### (1) Boston Celtics vs. (3) Philadelphia 76ers
| 4 d eabril                    | Philadelphia 76ers                                                             | 98–108               | Boston Celtics                                              |                                                                                |  |  |
|                               | Parciales: 23–26, 20–27, 21–24, 34–31                                          |                      |                                                             |                                                                                |  |  |
|                               | Estadísticas Wilt Chamberlain 33 Wilt Chamberlain 31 tres jugadores 3 cada uno | Reporte Pts Reb Asts | Estadísticas Tom Heinsohn 23 Bill Russell 32 Bill Russell 6 | Pabellón: Boston Garden, Boston, Massachusetts Asistencia: 13 909 espectadores |  |  |
| Boston lidera las series, 1–0 |                                                                                |                      |                                                             |                                                                                |  |  |
|                               |                                                                                |                      |                                                             |                                                                                |  |  |

| 6 de abril            | Boston Celtics                                           | 103–109              | Philadelphia 76ers                                                      |                                                                                       |  |  |
|                       | Parciales: 29–28, 19–25, 25–31, 30–25                    |                      |                                                                         |                                                                                       |  |  |
|                       | Estadísticas Sam Jones 40 Bill Russell 16 Bill Russell 5 | Reporte Pts Reb Asts | Estadísticas Wilt Chamberlain 30 Wilt Chamberlain 39 Wilt Chamberlain 8 | Pabellón: Municipal Auditorium, Filadelfia, Pensilvania Asistencia: 9790 espectadores |  |  |
| Series empatadas, 1–1 |                                                          |                      |                                                                         |                                                                                       |  |  |
|                       |                                                          |                      |                                                                         |                                                                                       |  |  |

| 8 de abril                    | Philadelphia 76ers                                               | 94–112               | Boston Celtics                                                             |                                                                                |  |  |
|                               | Parciales: 27–34, 20–27, 18–17, 29–34                            |                      |                                                                            |                                                                                |  |  |
|                               | Estadísticas Wilt Chamberlain 24 Wilt Chamberlain 37 Hal Greer 4 | Reporte Pts Reb Asts | Estadísticas S. Jones, Havlicek 24 cada uno Bill Russell 26 Bill Russell 8 | Pabellón: Boston Garden, Boston, Massachusetts Asistencia: 13 909 espectadores |  |  |
| Boston lidera las series, 2–1 |                                                                  |                      |                                                                            |                                                                                |  |  |
|                               |                                                                  |                      |                                                                            |                                                                                |  |  |

| 9 de abril            | Boston Celtics                                           | 131–134              | Philadelphia 76ers                                                             |                                                                                       |  |  |
|                       | Parciales: 21–32, 35–19, 29–40, 33–27 (T.E.: 13–16)      |                      |                                                                                |                                                                                       |  |  |
|                       | Estadísticas Sam Jones 36 Bill Russell 25 K. C. Jones 10 | Reporte Pts Reb Asts | Estadísticas Wilt Chamberlain 34 Wilt Chamberlain 34 Costello, Kerr 5 cada uno | Pabellón: Municipal Auditorium, Filadelfia, Pensilvania Asistencia: 9294 espectadores |  |  |
| Series empatadas, 2–2 |                                                          |                      |                                                                                |                                                                                       |  |  |
|                       |                                                          |                      |                                                                                |                                                                                       |  |  |

| 11 de abril                   | Philadelphia 76ers                                               | 108–114              | Boston Celtics                                          |                                                                                |  |  |
|                               | Parciales: 28–34, 25–30, 22–26, 33–24                            |                      |                                                         |                                                                                |  |  |
|                               | Estadísticas Wilt Chamberlain 30 Wilt Chamberlain 21 Hal Greer 4 | Reporte Pts Reb Asts | Estadísticas Sam Jones 29 Bill Russell 28 K. C. Jones 9 | Pabellón: Boston Garden, Boston, Massachusetts Asistencia: 13 909 espectadores |  |  |
| Boston lidera las series, 3–2 |                                                                  |                      |                                                         |                                                                                |  |  |
|                               |                                                                  |                      |                                                         |                                                                                |  |  |

| 13 de abril           | Boston Celtics                                                              | 106–112              | Philadelphia 76ers                                                    |                                                                                         |  |  |
|                       | Parciales: 27–39, 23–26, 31–25, 25–22                                       |                      |                                                                       |                                                                                         |  |  |
|                       | Estadísticas Tom Sanders 25 Bill Russell 21 Russell, K. C. Jones 5 cada uno | Reporte Pts Reb Asts | Estadísticas Wilt Chamberlain 30 Wilt Chamberlain 26 Larry Costello 6 | Pabellón: Municipal Auditorium, Filadelfia, Pensilvania Asistencia: 11 182 espectadores |  |  |
| Series empatadas, 3–3 |                                                                             |                      |                                                                       |                                                                                         |  |  |
|                       |                                                                             |                      |                                                                       |                                                                                         |  |  |

| 15 de abril                 | Philadelphia 76ers                                               | 109–110              | Boston Celtics                                          |                                                                                |  |  |
|                             | Parciales: 26–35, 36–26, 20–29, 27–20                            |                      |                                                         |                                                                                |  |  |
|                             | Estadísticas Wilt Chamberlain 30 Wilt Chamberlain 32 Hal Greer 9 | Reporte Pts Reb Asts | Estadísticas Sam Jones 37 Bill Russell 8 K. C. Jones 10 | Pabellón: Boston Garden, Boston, Massachusetts Asistencia: 13 909 espectadores |  |  |
| Boston gana las series, 4–3 |                                                                  |                      |                                                         |                                                                                |  |  |
|                             |                                                                  |                      |                                                         |                                                                                |  |  |

Este fue el noveno enfrentamiento en playoffs entre ambos equipos, con cuatro victorias previas para cada uno cuando los 76ers eran los Syracuse Nationals.
| 1953 | Boston Celtics | 2–0 | Syracuse Nationals |                                            |
|      |                |     |                    |                                            |
|      |                |     |                    | Pabellón: 1953 Eastern Division Semifinals |

| 1954 | Boston Celtics | 0–2 | Syracuse Nationals |                                                        |
|      |                |     |                    |                                                        |
|      |                |     |                    | Pabellón: 1954 Eastern Division Round Robin Semifinals |

| 1954 | Boston Celtics | 0–2 | Syracuse Nationals |                                        |
|      |                |     |                    |                                        |
|      |                |     |                    | Pabellón: 1954 Eastern Division Finals |

| 1955 | Boston Celtics | 1–3 | Syracuse Nationals |                                        |
|      |                |     |                    |                                        |
|      |                |     |                    | Pabellón: 1955 Eastern Division Finals |

| 1956 | Boston Celtics | 1–2 | Syracuse Nationals |                                            |
|      |                |     |                    |                                            |
|      |                |     |                    | Pabellón: 1956 Eastern Division Semifinals |

| 1957 | Boston Celtics | 3–0 | Syracuse Nationals |                                        |
|      |                |     |                    |                                        |
|      |                |     |                    | Pabellón: 1957 Eastern Division Finals |

| 1959 | Boston Celtics | 4–3 | Syracuse Nationals |                                        |
|      |                |     |                    |                                        |
|      |                |     |                    | Pabellón: 1959 Eastern Division Finals |

| 1961 | Boston Celtics | 4–1 | Syracuse Nationals |                                        |
|      |                |     |                    |                                        |
|      |                |     |                    | Pabellón: 1961 Eastern Division Finals |

### Finales División Oeste

#### (1) Los Angeles Lakers vs. (3) Baltimore Bullets
| 3 de abril                         | Baltimore Bullets                                       | 115–121              | Los Angeles Lakers                                     | |  |  |
|                                    | Parciales: 28–29, 23–39, 26–24, 38–29                   |                      |                                                        | |  |  |
|                                    | Estadísticas Don Ohl 29 Bailey Howell 20 Walt Bellamy 5 | Reporte Pts Reb Asts | Estadísticas Jerry West 49 LeRoy Ellis 15 Jerry West 8 | Pabellón: Los Angeles Memorial Sports Arena, Los Ángeles, California Asistencia: 14 579 espectadores |  |  |
| Los Angeles lidera las series, 1–0 |                                                         |                      |                                                        | |  |  |
|                                    |                                                         |                      |                                                        | |  |  |

| 5 de abril                    | Baltimore Bullets                                                   | 115–118              | Los Angeles Lakers                                    | |  |  |
|                               | Parciales: 29–36, 24–24, 30–30, 32–28                               |                      |                                                       | |  |  |
|                               | Estadísticas Don Ohl 30 Walt Bellamy 20 Johnson, Bellamy 5 cada uno | Reporte Pts Reb Asts | Estadísticas Jerry West 52 Gene Wiley 12 Jerry West 9 | Pabellón: Los Angeles Memorial Sports Arena, Los Ángeles, California Asistencia: 10 594 espectadores |  |  |
| Los Angeles leads series, 2–0 |                                                                     |                      |                                                       | |  |  |
|                               |                                                                     |                      |                                                       | |  |  |

| 7 de abril                         | Los Angeles Lakers                                    | 115–122              | Baltimore Bullets                                                           |                                                                                     |  |  |
|                                    | Parciales: 28–24, 28–39, 25–25, 34–34                 |                      |                                                                             |                                                                                     |  |  |
|                                    | Estadísticas Jerry West 44 Gene Wiley 13 Jerry West 4 | Reporte Pts Reb Asts | Estadísticas Bailey Howell 29 Bailey Howell 17 Johnson, Loughery 4 cada uno | Pabellón: Baltimore Civic Center, Baltimore, Maryland Asistencia: 7247 espectadores |  |  |
| Los Angeles lidera las series, 2–1 |                                                       |                      |                                                                             |                                                                                     |  |  |
|                                    |                                                       |                      |                                                                             |                                                                                     |  |  |

| 9 de abril            | Los Angeles Lakers                                      | 112–114              | Baltimore Bullets                                                   |                                                                                       |  |  |
|                       | Parciales: 26–24, 35–36, 25–22, 26–32                   |                      |                                                                     |                                                                                       |  |  |
|                       | Estadísticas Jerry West 48 Rudy LaRusso 14 Jerry West 5 | Reporte Pts Reb Asts | Estadísticas Don Ohl 28 Walt Bellamy 16 cuatro jugadores 3 cada uno | Pabellón: Baltimore Civic Center, Baltimore, Maryland Asistencia: 10 642 espectadores |  |  |
| Series empatadas, 2–2 |                                                         |                      |                                                                     |                                                                                       |  |  |
|                       |                                                         |                      |                                                                     |                                                                                       |  |  |

| 11 de abril                        | Baltimore Bullets                                                      | 112–120              | Los Angeles Lakers                                     | |  |  |
|                                    | Parciales: 29–27, 23–26, 25–33, 35–34                                  |                      |                                                        | |  |  |
|                                    | Estadísticas Walt Bellamy 29 Gus Johnson 16 Bellamy, Howell 5 cada uno | Reporte Pts Reb Asts | Estadísticas Jerry West 43 LeRoy Ellis 18 Jerry West 7 | Pabellón: Los Angeles Memorial Sports Arena, Los Ángeles, California Asistencia: 15 013 espectadores |  |  |
| Los Angeles lidera las series, 3–2 |                                                                        |                      |                                                        | |  |  |
|                                    |                                                                        |                      |                                                        | |  |  |

| 13 de abril                      | Los Angeles Lakers                                     | 117–115              | Baltimore Bullets                                      |                                                                                     |  |  |
|                                  | Parciales: 20–30, 32–18, 35–33, 30–34                  |                      |                                                        |                                                                                     |  |  |
|                                  | Estadísticas Jerry West 42 LeRoy Ellis 10 Jerry West 8 | Reporte Pts Reb Asts | Estadísticas Don Ohl 34 Walt Bellamy 15 Walt Bellamy 5 | Pabellón: Baltimore Civic Center, Baltimore, Maryland Asistencia: 8590 espectadores |  |  |
| Los Angeles gana las series, 4–2 |                                                        |                      |                                                        |                                                                                     |  |  |
|                                  |                                                        |                      |                                                        |                                                                                     |  |  |

Éste fue el primer enfrentamiento en playoofs entre ambos equipos.

## Finales de la NBA: (E1) Boston Celtics vs. (W1) Los Angeles Lakers
| 18 de abril                   | Los Angeles Lakers                                      | 110–142              | Boston Celtics                                          |                                                                                |  |  |
|                               | Parciales: 23–32, 26–32, 34–39, 27–39                   |                      |                                                         |                                                                                |  |  |
|                               | Estadísticas Jerry West 26 Gene Wiley 14 Walt Hazzard 5 | Reporte Pts Reb Asts | Estadísticas Sam Jones 25 Bill Russell 28 K. C. Jones 8 | Pabellón: Boston Garden, Boston, Massachusetts Asistencia: 10 180 espectadores |  |  |
| Boston lidera las series, 1–0 |                                                         |                      |                                                         |                                                                                |  |  |
|                               |                                                         |                      |                                                         |                                                                                |  |  |

| 19 de abril                   | Los Angeles Lakers                                    | 123–129              | Boston Celtics                                                |                                                                                |  |  |
|                               | Parciales: 29–35, 31–27, 29–39, 34–28                 |                      |                                                               |                                                                                |  |  |
|                               | Estadísticas Jerry West 45 Gene Wiley 15 Jerry West 5 | Reporte Pts Reb Asts | Estadísticas John Havlicek 24 Bill Russell 25 Bill Russell 10 | Pabellón: Boston Garden, Boston, Massachusetts Asistencia: 13 909 espectadores |  |  |
| Boston lidera las series, 2–0 |                                                       |                      |                                                               |                                                                                |  |  |
|                               |                                                       |                      |                                                               |                                                                                |  |  |

| 21 de abril                   | Boston Celtics                                              | 105–126              | Los Angeles Lakers                                    | |  |  |
|                               | Parciales: 17–35, 31–33, 26–24, 31–34                       |                      |                                                       | |  |  |
|                               | Estadísticas Sam Jones 35 Bill Russell 19 Larry Siegfried 5 | Reporte Pts Reb Asts | Estadísticas Jerry West 43 Gene Wiley 28 Jerry West 7 | Pabellón: Los Angeles Memorial Sports Arena, Los Ángeles, California Asistencia: 14 243 espectadores |  |  |
| Boston lidera las series, 2–1 |                                                             |                      |                                                       | |  |  |
|                               |                                                             |                      |                                                       | |  |  |

| 23 de abril                   | Boston Celtics                                                            | 112–99               | Los Angeles Lakers                                                  | |  |  |
|                               | Parciales: 32–24, 23–37, 33–21, 24–17                                     |                      |                                                                     | |  |  |
|                               | Estadísticas Sam Jones 37 Bill Russell 23 Russell, K. C. Jones 5 cada uno | Reporte Pts Reb Asts | Estadísticas LeRoy Ellis 24 Gene Wiley 19 Wiley, Hazzard 5 cada uno | Pabellón: Los Angeles Memorial Sports Arena, Los Ángeles, California Asistencia: 15 217 espectadores |  |  |
| Boston lidera las series, 3–1 |                                                                           |                      |                                                                     | |  |  |
|                               |                                                                           |                      |                                                                     | |  |  |

| 25 de abril                 | Los Angeles Lakers                                       | 96–129               | Boston Celtics                                                           |                                                                                |  |  |
|                             | Parciales: 26–33, 22–24, 23–30, 25–42                    |                      |                                                                          |                                                                                |  |  |
|                             | Estadísticas Jerry West 33 Gene Wiley 13 Walt Hazzard 10 | Reporte Pts Reb Asts | Estadísticas S. Jones, Russell 22 cada uno Bill Russell 30 K. C. Jones 9 | Pabellón: Boston Garden, Boston, Massachusetts Asistencia: 13 909 espectadores |  |  |
| Boston gana las series, 4–1 |                                                          |                      |                                                                          |                                                                                |  |  |
|                             |                                                          |                      |                                                                          |                                                                                |  |  |

- Último partido de Tom Heinsohn en la NBA.

Éste fue el cuarto enfrentamiento en playoffs entre ambos equipos, con los Celtics ganando los tres primeros. 
| 1959 | Boston Celtics | 4–0 | Minneapolis Lakers |                           |
|      |                |     |                    |                           |
|      |                |     |                    | Pabellón: 1959 NBA Finals |

| 1962 | Boston Celtics | 4–3 | Los Angeles Lakers |                           |
|      |                |     |                    |                           |
|      |                |     |                    | Pabellón: 1962 NBA Finals |

| 1963 | Boston Celtics | 4–2 | Los Angeles Lakers |                           |
|      |                |     |                    |                           |
|      |                |     |                    | Pabellón: 1963 NBA Finals |